# Yeno SC 3000
Yeno SC 3000 (SC 3000 / SC 3000H) је кућни рачунар фирме Yeno који је почео да се производи у Јужној Кореји током 1983. године.
Користио је NEC D780C-1 (Z80A клон) микропроцесорску јединицу а RAM меморија рачунара је имала различити капацитет, зависно од коришћеног Бејсик кертриџа.

## Детаљни подаци
Детаљнији подаци о рачунару SC 3000 су дати у табели испод.
|                       |                                                                         |
| [ 1 ]                 |                                                                         |
| Произвођач            |                                                                         |
| Тип                   | кућни рачунар                                                           |
| Меморија              | зависи од коришћеног Бејсик кертриџа                                    |
| Поријекло             | Јужна Кореја                                                            |
| Година                | 1983                                                                    |
| Тастатура             | тастатура (SC-3000h) или гумени тастери (SC-3000)                       |
| Процесор              |                                                                         |
| Фреквенција процесора | 3,58                                                                    |
| RAM                   | зависи од коришћеног Бејсик кертриџа                                    |
| ROM                   | 32                                                                      |
| Текст                 | 40 x 25                                                                 |
| Графика               | 256 x 192, 256 x 220                                                    |
| Боја                  | 16-боја у палети са 16 интензитета свака (64 боје од 256-боја у палети) |
| Звук                  | Texas Instruments SN-76596 PCM аудио процесор (6 канални звук)          |
| Димензије             | непознато                                                               |
| Портови               |                                                                         |
| Оперативни систем     |                                                                         |